# Rhyacophila senggepa
Rhyacophila senggepa är en nattsländeart som beskrevs av Schmid 1970. Rhyacophila senggepa ingår i släktet Rhyacophila och familjen rovnattsländor. Inga underarter finns listade i Catalogue of Life.